# Skórkotrzęsak ochrowy
Skórkotrzęsak ochrowy (Exidiopsis leucophaea (Bres.) K. Wells) – gatunek grzybów z rodziny uszakowatych (Auriculariaceae).

## Systematyka i nazewnictwo
Pozycja w klasyfikacji według Index Fungorum: Exidiopsis, Auriculariaceae, Auriculariales, Auriculariomycetidae, Agaricomycetes, Agaricomycotina, Basidiomycota, Fungi.
Po raz pierwszy opisał go w 1903 r. Giacomo Bresàdola, nadając mu nazwę Eichleriella leucophaea. W 1962 r. Kenneth Wells przeniósł go do rodzaju Exidiopsis. Pozostałe synonimy naukowe.
- Exidiopsis livescens (Bres.) Bourdot & Maire 1920
- Hirneolina leucophaea (Bres.) Bres. 1905

Władysław Wojewoda w 1977 r. dla łacińskiej nazwy Eichleriella leucophaea nadał polską nazwę eichleriella ochrowa, w 2003 r. zmienił ją na skórkotrzęsak ochrowy. Obydwie nazwy są niespójne z aktualną nazwą naukową.

## Występowanie i siedlisko
Występuje w Ameryce Północnej i Południowej, Europie i Azji. W Polsce do 2003 r. podano trzy stanowiska: Giacomo Bresàdola 1903, Bogumir Eichler 1907 i Władysław Wojewoda 1977. Uznany za gatunek w Polsce wymarły, w późniejszych latach jednak podano nowe stanowiska. Aktualne stanowiska podaje także internetowy atlas grzybów. Znajduje się w nim na liście gatunków zagrożonych i wartych objęcia ochroną.
Rozwija się na gałęziach drzew i krzewów liściastych.